# 장평 대전

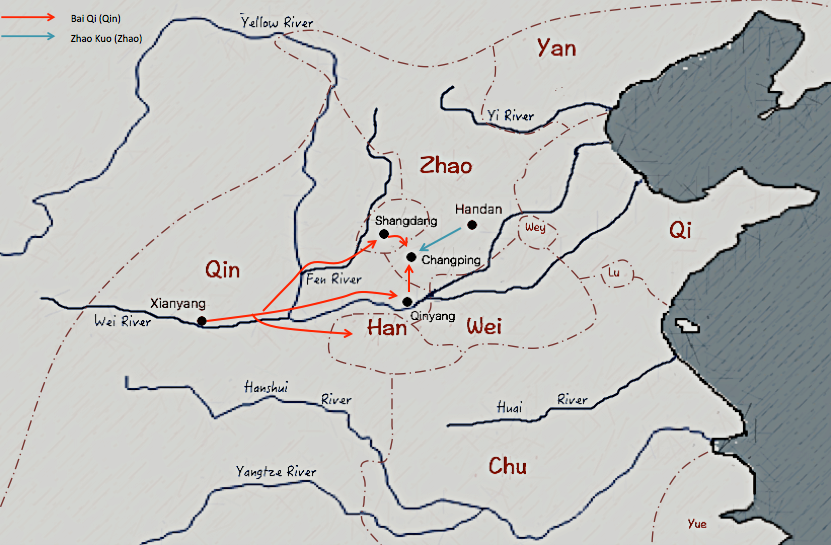

장평 대전(長平大戰) 또는 장평 전투(중국어: 長平之戰, 병음: Chángpíng zhī zhàn)는 기원전 262년에서 기원전 260년에 걸쳐 중국 진(秦)나라와 조(趙)나라 사이에 벌어진 대규모 회전이다. 중국의 전국 시대의 판도를 변하게 만든 대표적인 전투의 하나이다. 장평의 승리는 진나라가 천하를 통일하는 기반이 되었으며, 패전국인 조나라의 몰락을 가져온 결정적인 전투였다. 중국의 고전에도 이 전투를 상당히 중요한 전투로 평가하고 있다.

## 발단

### 양국이 상당에서 부딪히다
기원전 260년 4월, 진나라의 장수 왕흘(王齕)은 군사를 이끌고 상당군(上黨)을 접수하기 위하여 이동하였다. 그러나 이미 군민들은 조나라로 도망간 상태였고, 진나라의 지도부는 왕흘에게 상당 군민들을 추격하게 하였다. 그러나 이들의 움직임을 간파한 조나라는 명장 염파(廉頗)를 파견하여 군민들을 접수하고 진군을 막게 하였다. 양국 군대는 중원 깊숙한 지역에 위치한 장평에서 부딪혔다.

## 전투의 진행

### 전투의 초기
초기의 움직임은 조군에게 유리하게 전개되었다. 진군은 염파의 심리전에 밀리고 말았다. 간헐적인 전투에서 승리는 계속 거두고 있었으나 결정적인 승리는 얻지 못한 상태였다. 염파는 장평에 강력한 보루를 쌓고 진군을 상대하기 시작했다. 6월과 7월의 맹공은 진군의 승리로 끝났으나, 진군은 6국이 합종하여 쳐들어온다는 소문에 심하게 동요하고 있던 상태였다. 이대로 가면 조군이 승리할 수도 있는 상황이었다.

### 진의 승부수
당시 양국 조정은 나름대로 초조했다. 당시 상황이 조나라에게 유리하게 돌아가고 있었음에도 불구하고 조 효성왕(孝成王)은 다급했다. 방어만 하고 있는 염파가 자신의 자존심을 떨어뜨리고 있다고 믿었기 때문이었다. 또한 천하통일을 목표로 하고 있는 진은 이 싸움에서 밀리면 6국에 위신이 떨어지게 되며, 통일을 향한 길은 더욱 험난해질 수 있었기 때문에 반드시 이겨야만 했다. 게다가 당시 재상이었던 범수(范睢 혹은 범저范雎)는 이미 몇 차례의 실책으로 징계를 받았다. 이번 전투에서 패배한다면 그의 몰락은 자명한 일이었다. 진은 발빠르게 움직였다.
범수는 두 가지 승부수를 띄웠다. 우선 당시 지휘관이었던 왕흘을 몰래 백전노장 백기(白起)로 교체하였다. 그리고 이를 발설하는 자는 가차없이 처형하였다. 이를 조에서 알면 안 되기 때문이었다. 또한 염파가 전장을 지휘하면 진나라는 승리할 수 없음을 알았기에 이간책을 써서 지휘관을 바꾸기로 하고 조나라 내부에 첩자들을 투입하여 이러한 소문을 퍼뜨리게 하였다.
"염파가 진을 공격하지 않는 것은 뒤에서 진과 내통하고 있기 때문이다"
"진이 두려워하는 것은 조괄이 장군이 되는 것이다"
이러한 소문을 들은 효성왕은 염파를 지휘관 자리에서 내치고 대신 조괄(趙括)을 임명하였다.

### 지휘관 교체
새로운 지휘관 조괄의 부친은 명장 조사(趙奢)였다. 그는 생전에 진의 군사들을 상대로 대승을 거둔 전력이 있었던 장수였다. 그는 병사들을 아꼈고, 욕심이 없어서 전투에서 이긴 후 왕에게 하사받은 은상은 병사들에게 모두 나누어주었다고 한다.
그런 조사는 정작 자기 아들을 천거하기는 꺼렸는데 이유는 그의 성품 때문이었다. 조괄은 병법에 통달한 수재였으나 이론을 외우기만 할 뿐 병법을 실전에 응용하는 능력은 없었다. 그리고 거들먹거리고 뽐내는 것을 좋아했다고 한다. 조나라의 조정에서 조괄을 지휘관으로 삼으려 하자 재상 인상여(藺相如)가 반대했으며, 심지어 조괄의 어머니는 조정에 아들을 천거하면 안 된다는 건의까지 올렸으나 무시되었다.
반면, 상장군(上將軍)으로서 진군의 새로운 지휘관이 된 백기는 백전노장이었다. 당시 수많은 강대국들을 상대로 한 전투에서 백여 개가 넘는 성을 빼앗을 정도의 공적을 거둔 장수였다. 이러한 지휘관에게 조괄은 애송이에 불과했다.

### 전투 과정
조괄은 도착하자 바로 출병시켜 진나라 군대를 공격하였다. 진나라 군대는 거짓으로 패주하면서 두 곳에 복병을 배치하여 습격준비를 하게 하였다. 조나라 군대는 계략을 눈치채지 못하고 추격하여 진의 보루에 이르렀다. 이 때, 진의 복병 2만 5000명이 조나라 군대의 후방을 차단하였다. 또 진나라의 기병 5000명이 진영 사이로 뚫고 들어와 조나라의 군대는 양분되었으며 식량 보급로가 끊어졌다. 아울러 진나라쪽에서는 경무장 병사들을 출동시켜 공격하였다. 조나라 측에서는 전세가 불리해지자 보루를 쌓아 구원병을 기다렸다. 진나라 왕은 조나라 왕의 보급로가 끊어졌다는 전황보고를 받고서, 친히 하내(河內)로 행차하여 그곳의 백성들에게 작위(爵位) 1등급씩을 내리면서 15세 이상 되는 남자들을 전원 징발하여 장평(長平)으로 보내어 조나라 측의 구원병과 식량이 오는것을 막게 하였다.
9월에 이르자 조나라 군사들은 밥을 먹어본 지가 46일째에 접어들어, 안으로 은밀히 서로를 죽여 잡아먹기에 이르렀다. 진나라 군대를 공격하여 탈출하고자 4개의 부대를 만들어 4~5차례에 걸쳐 시도하였으나 실패하였다. 마침내 조괄이 정예 병사들과 친히 싸웠지만 그 자신이 전사하였다. 조괄이 죽자 그의 군대 40만명은 백기에게 투항하였다.

## 전투의 결말
한꺼번에 40만이라는 엄청난 포로를 받게 되었지만 많은 포로를 먹일 군량이 없었고, 전에 상당(上黨)의 백성들이 진의 백성이 되지 않은 것처럼 조의 군사들도 난을 일으킬 것이라 생각한 백기는 결국 끔찍한 선택을 했다. 백기는 조나라 군사들이 조를 나누어 구덩이를 파게 한 후, 그곳에 군사들을 묻어버렸으며, 전투 후에 취한 조나라 군사들의 수급을 모아 영루(營壘)에 쌓게 하였다. 백기는 이 산을 두로산(頭顱山)이라 부르고, 이 산 꼭대기에 지은 누각을 백기대(白起臺)라 불렀다. 훗날 한 시인이 이 참담한 장면을 다음의 시로 지었다 전한다.
| “ | 高臺八尺盡頭顱 何止區區萬骨枯 矢石無情緣鬪勝 可憐降卒有何辜 팔 척 백기대는 모두가 해골이요 들판에 뒹구는 뼈 겨우 수 만 구뿐이겠는가? 화살과 돌이 무정히도 날아다닌 건 전투에서 이기려 한 것이었다만은 불쌍한 항복한 군사들은 무슨 죄가 있단 말인가? | ” |

이러한 행동으로 얻게 된 효과는 상당했다. 당시 다른 5국에 경고하는 의미(진나라에 대항하는 자는 죽음 뿐이다)도 있었으며, 조나라에게는 항전의 의욕을 완전히 꺾어버린 것이었다. 게다가 농사를 지을 남자들이 거의 남지 않게 된 조나라는 이후 완전히 몰락해 버리고 말았다. 다시는 예전의 힘을 회복하지 못한 조나라는 결국 약 30년 후인 기원전 228년 멸망하고 말았다.

## 관련 인물

### 군주
- 진 소양왕
- 조 효성왕

### 장수
- 백기
- 왕흘
- 염파
- 조괄